# 星野敏雄
星野 敏雄（ほしの としお、1899年12月10日 - 1979年2月11日）は、日本の化学者。ビタミンB1、B2の合成など、工業化学の分野で大きな功績を残す。理学博士。位階は従三位。紫綬褒章・勲二等旭日重光章受章。東京工業大学や東京大学の教授など500人以上の門下生を輩出している。

## 人物
1899年、新潟県に生まれた。父は陸軍少尉（歩兵）の星野辰五郎。1924年、東北帝国大学（現・東北大学）理学部化学科を卒業。大学では真島利行教授の下で有機化学を学んだ。1927年にドイツ・ミュンヘン大学のハインリッヒ・ヴィーラントの研究室に留学した。なお、星野の在独中にヴィーラントは胆汁酸の研究でノーベル化学賞を受賞している。1930年に帰国後、東京工業大学助教授に就任。ここではエゼリン、アブリンや、ガマガエルの毒となるブフォテニンの合成を行ない、これらの業績によって1936年に帝国学士院賞（現・日本学士院賞）を受賞している。
1936年、幻覚物質5-MeO-DMTの合成に成功し、「日本化学会欧文誌」にShimodairaと共に論文を発表している。ただし、同論文では医学的応用には言及していない。
さらに佐藤徹雄教授の協力を得て、ビタミンB1, B2の合成に成功、1938年にナイロンが発明されるとこれを受けてポリウレタンの合成を行なうなど精力的な活動を行なった。1939年に東京工業大学教授に昇任し、1953年に日本化学会副会長、1957年には高分子学会会長に就任している。1960年に定年退官し、翌年から東レの基礎研究所所長を務めた。1970年には理化学研究所理事長に就き、5年間務めた。1979年2月11日に亡くなり、従三位を追贈されている。墓所は多磨霊園。
発明などの功績から1957年に大河内発明賞を受賞し、1962年には紫綬褒章、1970年に勲二等旭日重光章を受けている。